# Von Quanten
von Quanten (även von Qvanten) är en svensk adelsätt, där grenar även haft adelsvärdighet i Finland.

## Historik
Ättens förste medlem var majoren Jost Quanten (1608–1667), som var född i Livland, och kom i svensk tjänst 1635. Han adlades 1650 ned namnet von Quanten och introducerades på Riddarhuset samma år på nummer 506. Ättens tidiga medlemmar var verksamma som officerare och godsägare i Finland. Carl Jacob von Quanten (1734–1789), sonsons son till den först adlade, fick tillåtelse att gå i fransk tjänst och uppnådde där graden överste. Återkommen till Sverige etablerade han 1778 herrgården Quantenburg (modern stavning Kvantenburg) i Bolstads socken, nuvarande Melleruds kommun i Dalsland, som fideikommiss för sig och sina efterkommande. Kvantenburg såldes 1922, varvid fideikommisset omgjordes till ett fideikommisskapital.
Den finländska grenarna av ätten introducerades 1818 på Riddarhuset i Finland med namnet von Qvanten under nummer 41 bland adelsmän. De utslocknade på svärdssidan 1951. 
Den svenska grenen fortlever. Den 31 december 2023 var 11 personer med efternamnet von Quanten folkbokförda i Sverige.
Den äldre genealogiska litteraturen skriver namnet von Qvanten, medan Riddarhusets databas och 2021 i Sverige folkbokförda personer skriver det von Quanten.

## Personer med efternamnet von Quanten eller von Qvanten
- Aurora von Qvanten (1816–1907), författare, översättare och konstnär
- Carl Jacob von Quanten (1734–1789), militär, medlem av Musikaliska akademien
- Emil von Qvanten (1827–1893), finländsk skald och publicist, verksam i Sverige
- Gideon von Qvanten (1851–1898), borgmästare i Nystad
- Jost Wilhelm Hugo von Qvanten (1867–1916), finländsk godsägare, statsman